# Obereopsis paraflaveola
Obereopsis paraflaveola är en skalbaggsart som beskrevs av Stefan von Breuning 1977. Obereopsis paraflaveola ingår i släktet Obereopsis och familjen långhorningar. Inga underarter finns listade i Catalogue of Life.